# Aeronautica Nazionale Repubblicana
Siły Lotnicze RSI (wł. Aeronautica Nazionale Repubblicana) – lotnictwo wojskowe Włoskiej Republiki Socjalnej podczas II wojny światowej.

## Historia
W odróżnieniu od Włoskiej Marynarki Wojennej (Regia Marina) większość sił lotniczych pozostała na północy Włoch, gdzie po ogłoszeniu rozejmu 8 września 1943 r. powstała Włoska Republika Socjalna (RSI). Wynikało to z faktu, że Regia Aeronautica znajdowała się pod bardzo silnym wpływem faszystów. Powstała 10 października 1943 r. Aeronautica Nazionale Repubblicana, na czele której stanął ppłk Ernesto Botto, była podzielona na:
- dowództwo lotnictwa,
- dowództwo torpedowo-bombowe,
- dowództwo myśliwskie,
- dowództwo transportowe,
- dowództwo artylerii przeciwlotniczej,
- szkoleniowe lotnictwo myśliwskie,
- 1 Eskadrę Myśliwską,
- 2 Eskadrę Myśliwską,
- 3 Eskadrę Myśliwską,
- 101 Samodzielną Eskadrę Myśliwską,
- Samodzielny Dywizjon Lotniczy „Montefusco”,
- Dywizjon Szkoleniowy „Francesco Baracca”,
- Eskadrę Torpedowo-Bombową „Faggioni & Buscaglia”,
- Eskadrę Lotnictwa Transportowego „Terracciano”,
- Eskadrę Lotnictwa Transportowego „Trabucchi”,
- Dywizjon Łącznikowy,
- 1 Dywizjon Bombowy „Ettore Muti”.

Istniała też Akademia Sił Lotniczych. Aeronatica Nazionale Repubblicana miała ponadto oddziały lądowe:
- Pułk Spadochroniarzy Arditi „Folgore”,
  - I Batalion Spadochronowy „Folgore”,
  - II Batalion Spadochronowy „Nembo”,
  - III Batalion Spadochronowy „Azzurro”,
- dziewięć batalionów obrony antyspadochronowej.
- pięć batalionów szkoleniowych.

Stosunki między Włochami i Niemcami układały się początkowo negatywnie. Dowódca 2 Floty Powietrznej Luftwaffe feldmarsz. Wolfram von Richthofen na własną rękę zaczął werbować włoskich pilotów do służby po stronie niemieckiej. Głównodowodzący wojskami niemieckimi we Włoszech feldmarsz. Albert Kesselring bez wiedzy dowództwa Sił Lotniczych RSI mianował ppłk. Tito Falconiego „inspektorem włoskich jednostek myśliwskich”. Ponadto feldmarsz. W. von Richthofen został przez gen.Müllera ogłoszony dowódcą Sił Lotniczych RSI. Wobec tego wszystkiego ppłk E. Botto przybył w listopadzie 1943 r. do Berlina, uzyskując od Adolfa Hitlera zgodę na utworzenie Sił Lotniczych RSI pod włoskim zwierzchnictwem. Jednakże Niemcy faktycznie do końca wojny mieli duży wpływ na ich rozwój i działalność bojową. W marcu 1944 r. nowym dowódcą Aeronautica Nazionale Repubblicana został gen. Arrigo Tessari. W tym czasie ponownie pogorszyły się stosunki z Niemcami, częściowo z powodu słabych osiągnięć bojowych włoskich pilotów. W czerwcu Włosi wysłali na północny odcinek frontu wschodniego do Rygi 1 Grupę Lotnictwa Transportowego „Terraciano”, która weszła w skład 1 Staffeln Transportfliegergruppe 10 Luftwaffe. Pod koniec sierpnia feldmarsz. W. von Richthofen, który zamierzał zmniejszyć udział włoskich pilotów w walkach nad Półwyspem Apenińskim, postanowił rozformować część struktur Sił Lotniczych RSI, po czym zastępować je stopniowo „lotniczymi legionami włoskimi”, wzorowanymi na niemieckich Fliegerkorps, które byłyby podporządkowane Luftwaffe. Zdecydowany opór Włochów doprowadził do likwidacji tych planów, choć od czasu do czasu Niemcy nadal je wysuwali. Rdzeniem Sił Lotniczych RSI były dywizjony myśliwskie, zwalczające alianckie bombowce bombardujące cele na terytorium Włoskiej Republiki Socjalnej. Początkowo używały one myśliwców rodzimej produkcji, ale później zostały przezbrojone w niemieckie Messerschmitty Bf 109. Pomimo tego ponosiły one przez cały czas działania duże straty. Pod koniec wojny niewielka grupa włoskich pilotów została wysłana do Niemiec na przeszkolenie na samolotach odrzutowych Messerschmitt Me 163 i Messerschmitt Me 262, ale z powodu kapitulacji wojsk niemieckich nie zdążyła go ukończyć.

## Uzbrojenie

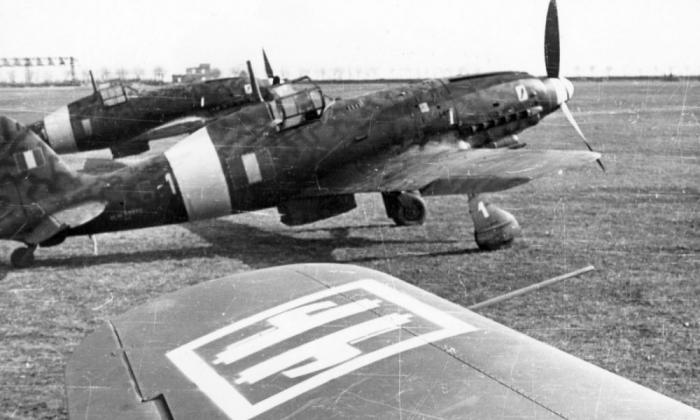
Macchi MC.205 w barwach RSI

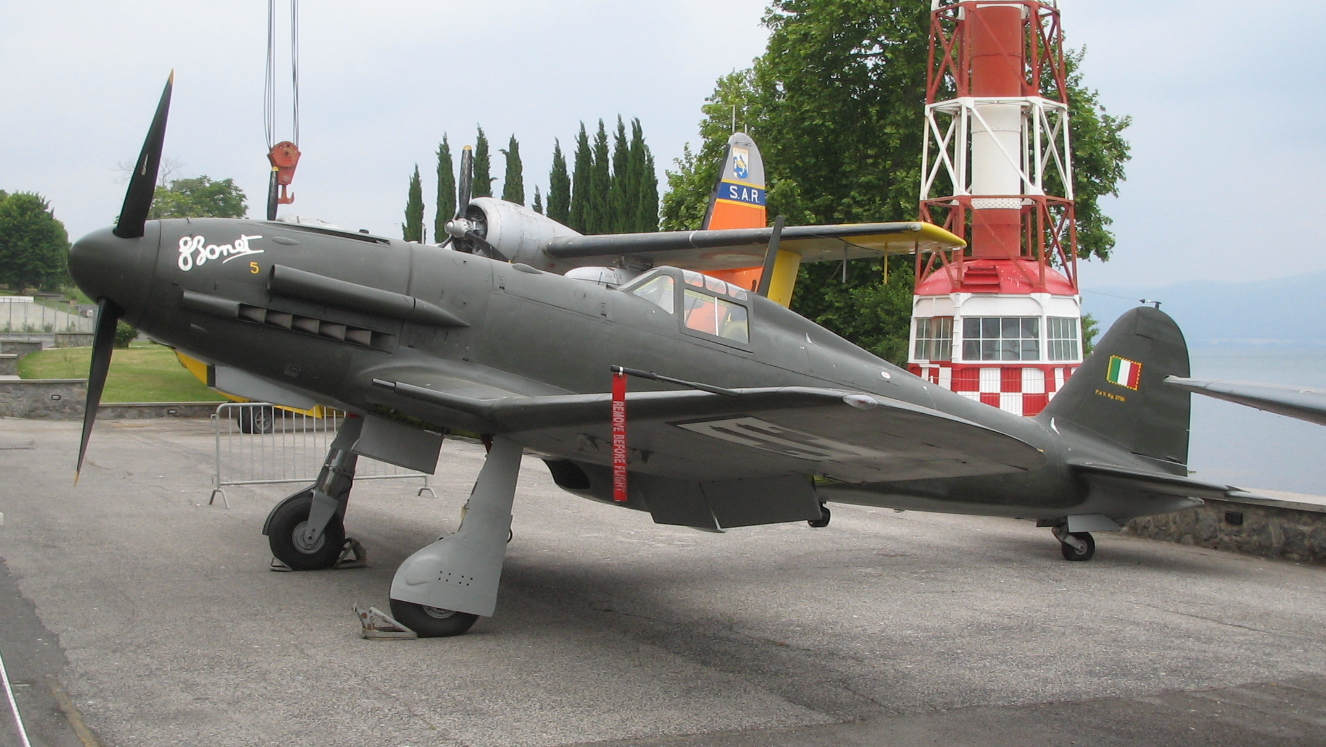
Fiat G.55 w barwach RSI

Samolotami użytkowanymi przez Aeronautica Nazionale Repubblicana były:
- Ambrosini SAI.2S[potrzebny przypis] (samolot wielozadaniowy),
- SAI Ambrosini 107 (samolot wielozadaniowy),
- AVIA FL.3 (samolot łącznikowy),
- Breda Ba.25 (dwupłatowiec szkoleniowy),
- Breda Ba.39 (samolot łącznikowy),
- Breda Ba.88 (samolot szturmowy),
- CANSA FC.20 (samolot myśliwsko-rozpoznawczy),
- CANT Z.501 (łódź latająca),
- CANT Z.506 (wodnosamolot bombowo-rozpoznawczy),
- CANT Z.511 (wodnosamolot długodystansowy),
- CANT Z.1007 (bombowiec),
- CANT Z.1018 (bombowiec),
- Caproni Ca.133 (samolot transportowo-bombowy),
- Caproni Ca.164 (dwupłatowiec szkoleniowy),
- Caproni Ca.310 (samolot rozpoznawczo-bombowy),
- Caproni-Vizzola F.5 (myśliwiec),
- Dornier Do 217 (bombowiec),
- Fieseler Fi 156 (samolot łącznikowy),
- Fiat CR.32 (myśliwiec dwupłatowy),
- Fiat G.8 (samolot łącznikowy),
- Fiat BR.20 (bombowiec),
- Fiat G.18 (samolot transportowy),
- Fiat G.50 (myśliwiec),
- Fiat RS.14 (długodystansowy wodnosamolot rozpoznawczy),
- Fiat CR.42 (dwupłatowy myśliwiec),
- Fiat G.12 (samolot transportowy),
- Fiat G.55 (myśliwiec),
- Junkers Ju 87 (samolot szturmowy),
- Junkers Ju 88 (bombowiec),
- Macchi MC.200 (myśliwiec),
- Macchi MC.202 (myśliwiec),
- Macchi MC.205 (myśliwiec),
- Meridionali Ro.41 (samolot szkoleniowy),
- Messerschmitt Bf 109 (myśliwiec),
- Messerschmitt Bf 110 (ciężki myśliwiec),
- Nardi FN.305 (samolot szkoleniowo-łącznikowy),
- Piaggio P.108 (ciężki bombowiec),
- Reggiane Re.2001 (myśliwiec),
- Reggiane Re.2002 (samolot myśliwsko-bombowy),
- Reggiane Re.2005 (myśliwiec),
- SAIMAN 202 (samolot łącznikowy),
- Savoia-Marchetti SM.75 (samolot transportowy),
- Savoia-Marchetti SM.79 (bombowiec),
- Savoia-Marchetti SM.81 (bombowiec),
- Savoia-Marchetti SM.82 (samolot transportowo-bombowy),
- Savoia-Marchetti SM.84 (samolot bombowo-torpedowy),
- Savoia-Marchetti SM.95 (samolot transportowy).

Samoloty Aviazione Nazionale Repubblicana nosiły na górnych i dolnych powierzchniach skrzydeł znaki w postaci 2 stylizowanych pęków rózg liktorskich w kwadratowej obwódce. Początkowo znak ten malowano białą farbą wprost na tle kamuflażu, ale wkrótce zmieniono kolor znaku na czarny i malowano go na białym tle. Z czasem wprowadzono uproszczoną formę znaku, malując tylko czarne elementy wprost na tle kamuflażu - szczególnie na górnych powierzchniach skrzydeł. Po obu stronach tylnej części kadłuba (czasami w okolicach kabiny pilota) malowano znak w postaci włoskiej flagi państwowej z żółtą obwódką (ząbkowaną na krawędziach górnej, dolnej i tylnej). Taki sam znak tylko znacznie mniejszy powtarzano po obu stronach statecznika pionowego lub – rzadziej – w przedniej części kadłuba. Znak malowano w taki sposób, że kolor zielony (z gładką żółtą krawędzią) zwrócony był zawsze w kierunku lotu.